# Homoporus budensis
Homoporus budensis är en stekelart som beskrevs av Erdös 1953. Homoporus budensis ingår i släktet Homoporus, och familjen puppglanssteklar. Arten är reproducerande i Sverige.